# Carnegie (Pennsylvania)
Carnegie  è una borough degli Stati Uniti d'America, nella contea di Allegheny nello Stato della Pennsylvania. Secondo il censimento del 2000 la popolazione è di 8.389 abitanti. Si ritrova a circa 8 km a sud-est di Pittsburgh. Il nome lo si deve a Andrew Carnegie, che donò alla cittadina una biblioteca.

## Società

### Evoluzione demografica
La composizione etnica vede una prevalenza della razza bianca (91,32%) seguita da quella afroamericana (5,57%).
| borough di Carnegie Popolazione |       |
| 2000                            | 8.389 |
| Stima al 01-07-07               | 7.981 |